# Кондрашов, Юрий Владимирович
Юрий Владимирович Кондрашов (22 августа 1968, Ярославль — 27 июня 2024, Москва) — российский скульптор,  ученик известных советских скульпторов Заира Азгура и Льва Кербеля.

## Биография
В 1983 году поступил учиться в Минское художественного училище имени Алексея Глебова, которое закончил в 1987 году. Был учеником Заира Азгура. Дипломной работой стала скульптура «Иконописец», за которую художник получил оценку «отлично» и похвалу комиссии, председателем которой был знаменитый белорусский скульптор Анатолий Аникейчик.
Участвовал в художественных выставках с 1989 года.
С 1990 по 1996 годы учился в Российской Академии живописи, ваяния и зодчества. Был студентом на кафедре профессора Анатолия Бичукова. Преподавателями были Вячеслав Клыков, Лев Матюшин и Владимир Мокроусов. Дипломный проект конного памятника русским православным святым Пересвету и Ослябе, героям Куликовской битвы, выполненный на «отлично», был принят Правительством Москвы для установки в парковой зоне Симонова монастыря.
В 1997 году стал членом международной федерации художников ЮНЕСКО. В 1999 году вступил в Союз художников России, его Московское отделение. Участвовал в ежегодных выставках Союза.
Первая персональная выставка Юрия Кондрашова состоялась в Центральном Доме Художника в Москве в 2001 году.
Более чем 10 лет являлся членом общества художников «Солнечный квадрат», участником всех выставок этого объединения в СНГ и Франции. Принимал так же участие в выставках произведений белорусского современного искусства в Минске.
Произведения Юрия Кондрашова находятся в Государственной Третьяковской галерее, в частных собраниях в России и за границей.
Трагически погиб в Москве в июне 2024 года.

## Творчество
Имея классическое образование, Юрий Кондрашов умело совмещал в своим творчестве академические навыки и современного мышление. Сферой излюбленных творческих поисков автора были портретная, сюжетная и садово-парковая скульптура больших и малых форм. Художник стремился найти новый язык взаимодействия со зрителем.
Отойдя от традиций и оперируя технологическими канонами, он находил новые пластические решения, соединяя свет и объём. Индивидуальность скульптора проявлялась в его богатой творческой палитре, где стекло, которой притягивало мастера своими характеристиками, играло в скульптурном объекте незаменимую роль.
В Москве установлены скульптуры Юрия Кондрашова «Учительница», «Садовник», «Нежность», «Мальчик со книгой», «Доверие».

## Основные выставки
- 1989 — Республиканская выставка, Дворец Искусств, Минск
- 1994 — первая выставка Российской Академии живописи, ваяния и зодчества в Манеже, в составе студентов Академии
- 1995 — участие в симпозиуме скульптуры в Струмице, Македония. Скульптура «Струмила» установлена на площади города Струмица
- 1997 — выставка к 850-летию Москвы в Московской городской думе
- 2000 — Республиканская выставка «Новые имена», Дворец Искусств, Минск[5]
- 2006 — выставка в галерее «Солейл», Париж, Франция
- 2006—2007 — групповые выставки художественного объединения «Солнечный Квадрат» в Центральным доме художника (Москва), во Франции и Швейцарии
- 2006—2007 — участие в арт-салоне «EuropArt», Женева, Швейцария
- 2008 — участие в «ArtExpo», Джевис Центр, Нью-Йорк, США
- 2011 — скульптурный симпозиум  в Островце, Беларусь, скульптура «Тучка»
- 2011 — выставка в галерее «Анималин», Крокус-Экспо, Москва
- 2012 — групповая выставка в Центральном Доме Художника, Москва
- 2012 — выставка в галерее «Артекон», Москва
- 2012 — 1-я Минская триеннале современного искусства БЕЛЭКСПО-АРТ—2012[6]
- 2013 — персональная выставка в Московским отделении Союза Художников России, выставочный зал на Беговой
- 2013 — выставка «Рождённые летать... и ползать», Государственный Русский музей

## Спасылкі
- Библиотека изобразительных искусств  (.)
- Первая Минская Триеннале современного искусства «БЕЛЭКСПО-АРТ—2012».  (руск.)
- Ярославский Медведь и скульптор Юрий Кондрашов  (.)